# Metaplax
Metaplax is een geslacht van kreeftachtigen uit de klasse van de Malacostraca (hogere kreeftachtigen).

## Soorten
- Metaplax crenulata (Gerstaecker, 1856)
- Metaplax dentipes (Heller, 1865)
- Metaplax distincta H. Milne Edwards, 1852
- Metaplax elegans de Man, 1888
- Metaplax gocongensis Davie & Nguyen, 2003
- Metaplax indica H. Milne Edwards, 1852
- Metaplax intermedia de Man, 1888
- Metaplax longipes Stimpson, 1858
- Metaplax occidentalis Pretzmann, 1971
- Metaplax sheni Gordon, 1930
- Metaplax takahashii Sakai, 1939
- Metaplax tredecim Tweedie, 1950